# Gotor
Gotor – gmina w Hiszpanii, w prowincji Saragossa, w Aragonii, o powierzchni 15,52 km². W 2011 roku gmina liczyła 366 mieszkańców.